# Liste der Kulturgüter in Haute-Ajoie
Die Liste der Kulturgüter in Haute-Ajoie enthält alle Objekte in der Gemeinde Haute-Ajoie im Kanton Jura, die gemäss der Haager Konvention zum Schutz von Kulturgut bei bewaffneten Konflikten, dem Bundesgesetz vom 20. Juni 2014 über den Schutz der Kulturgüter bei bewaffneten Konflikten sowie der Verordnung vom 29. Oktober 2014 über den Schutz der Kulturgüter bei bewaffneten Konflikten unter Schutz stehen.
Objekte der Kategorie A sind im Gemeindegebiet nicht ausgewiesen, Objekte der Kategorie B sind vollständig in der Liste enthalten, Objekte der Kategorie C fehlen zurzeit (Stand: 1. Januar 2023).

## Kulturgüter
| Foto | | Objekt | Kat. | Typ | Standort                   | Beschreibung |
| ---- | --- | --- | ---- | --- | -------------------------- | ------------ |
| BW   | Datei hochladen · Wikidata zu Au Breuille, archäologische Stätte Mesolithikum - Römische Epoche (Q110643245) | Au Breuille, archäologische Stätte des Mesolithikums und der römischen Epoche / Au Breuille, site archéologique mésolithique et de l’époque romaine KGS-Nr.: 16359 | A    | F   | Chevenez 567260 / 249750   |              |
| ja   | Datei hochladen · Wikidata zu Ruine Schloss Roche d’Or - Mittelalter (Q29785426)                             | Mittelalterliche Schlossruine / Ruines du château médiéval KGS-Nr.: 03593                                                                                          | B    | F/G | Roche-d’Or 563120 / 246201 |              |
| BW   | Datei hochladen · Wikidata zu Gallo-römische Villa (Q110643324)                                              | Gallorömische Villa / Villa gallo-romaine KGS-Nr.: 16869 | B    | F   | Damvant 558350 / 246700    |              |